# Linon
Linon − wysokogatunkowe, cienkie płótno lniane, rzadziej półlniane lub bawełniane.